# 圣尼古拉达克里萨
圣尼古拉达克里萨（義大利語：San Nicola da Crissa）是意大利维博瓦伦蒂亚省的一个市镇。总面积19平方公里，人口1454人，人口密度76.5人/平方公里（2009年）。